# Masdevallia
Die Gattung Masdevallia der Familie der Orchideen (Orchidaceae) umfasst über 640 Pflanzenarten, die in Mittel- und Südamerika vorkommen. Der Großteil der Pflanzen wächst in höheren Lagen der Anden, meist als Epiphyt auf Bäumen, zum Teil aber auch als Lithophyt auf Gesteinen oder terrestrisch.

## Beschreibung
Das Wachstum der Masdevallia-Arten erfolgt sympodial. Aus einem dünnen, von häutigen Niederblättern umgebenen Rhizom entspringen die Wurzeln sowie die einzelnen Sprosse. Die Wurzeln sind von einem eine bis fünf Zellschichten dicken Velamen umgeben. Die Sprosse sind unverdickt und stehen dicht gedrängt oder in Abständen voneinander. Die Sprosse sind an der Basis ebenfalls von trockenen Niederblättern umhüllt, an der Spitze tragen sie ein einzelnes Blatt. Dieses ist von ledriger Textur, gestielt, rundlich-oval bis schmal-oval geformt. Die Blätter können auf beiden Seiten mit drüsigen Haaren besetzt sein.
Der Blütenstand erscheint endständig. An der Ansatzstelle von Blatt und Blütenstand am Spross bildet der Spross eine „Annulus“ genannte, röhrenförmige Verlängerung. Der Blütenstand ist ein- bis vielblütig, sind mehrere Blüten vorhanden, bilden sie eine Traube. Die Blüten sind resupiniert. Die Schauwirkung geht hauptsächlich von den drei äußeren Blütenblättern aus, sie sind häufig miteinander verwachsen und enden oft in einer lang ausgezogenen Spitze. Die seitlichen Petalen sind klein, längs verlaufend gekielt und mit einem kleinen Höcker an der Basis versehen. Die Lippe trägt meist zwei längs verlaufende Kiele, an der Basis sitzt sie nicht direkt am Fruchtknoten, sondern ist gelenkig mit einer kurzen Erweiterung der Säule („Säulenfuß“) verbunden. Das Staubblatt trägt zwei seitlich zusammengedrückte Pollinien.

## Verbreitung
Die Pflanzen der Gattung Masdevallia sind vom Süden Mexikos bis in den Süden Brasiliens anzutreffen, ihr Hauptverbreitungsgebiet liegt dabei in den höheren Regionen der Anden von Bolivien, Ecuador, Kolumbien und Peru. Sie finden sich in Bergregionen, zumeist in Höhenlagen oberhalb von 2000 Meter.

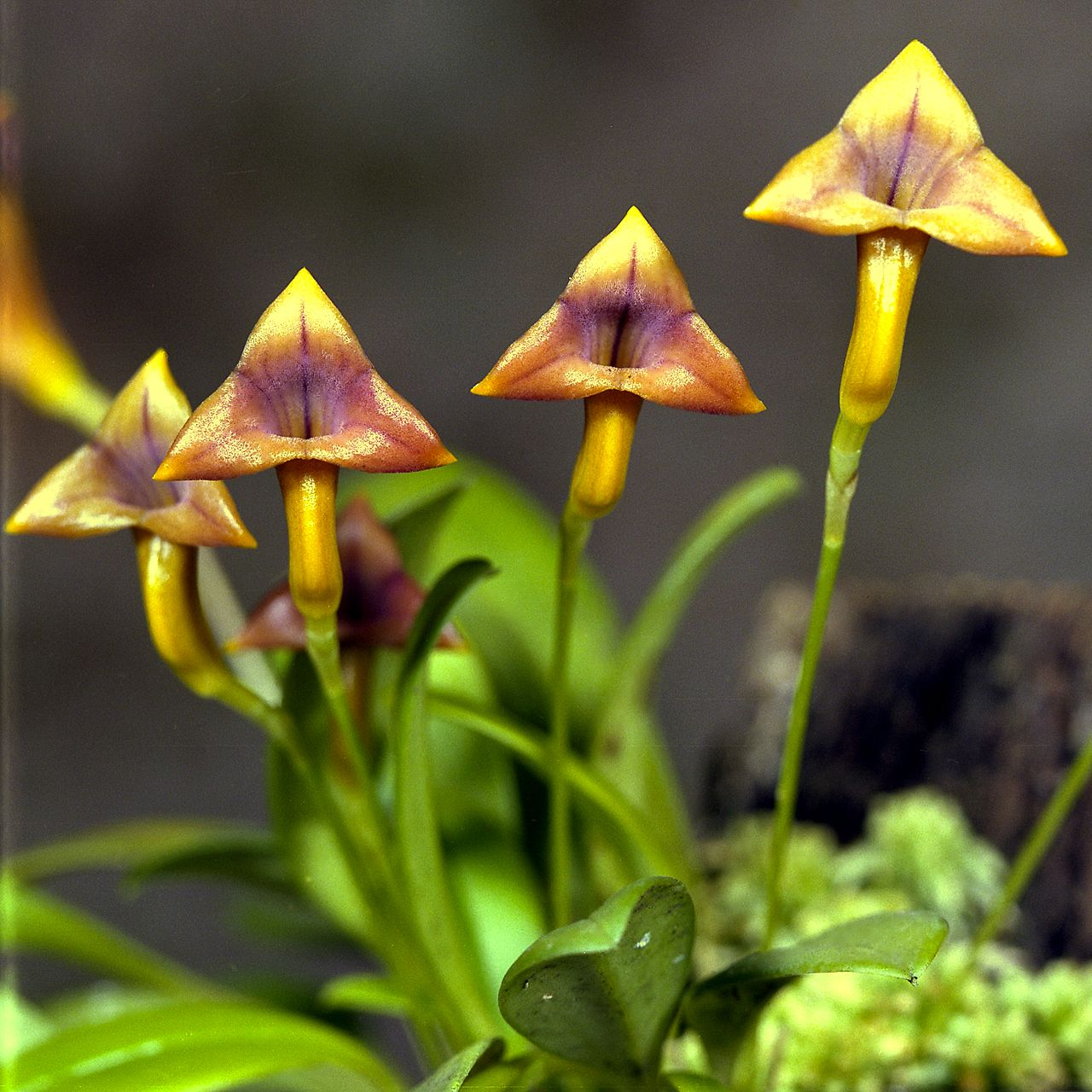
Masdevallia angulifera

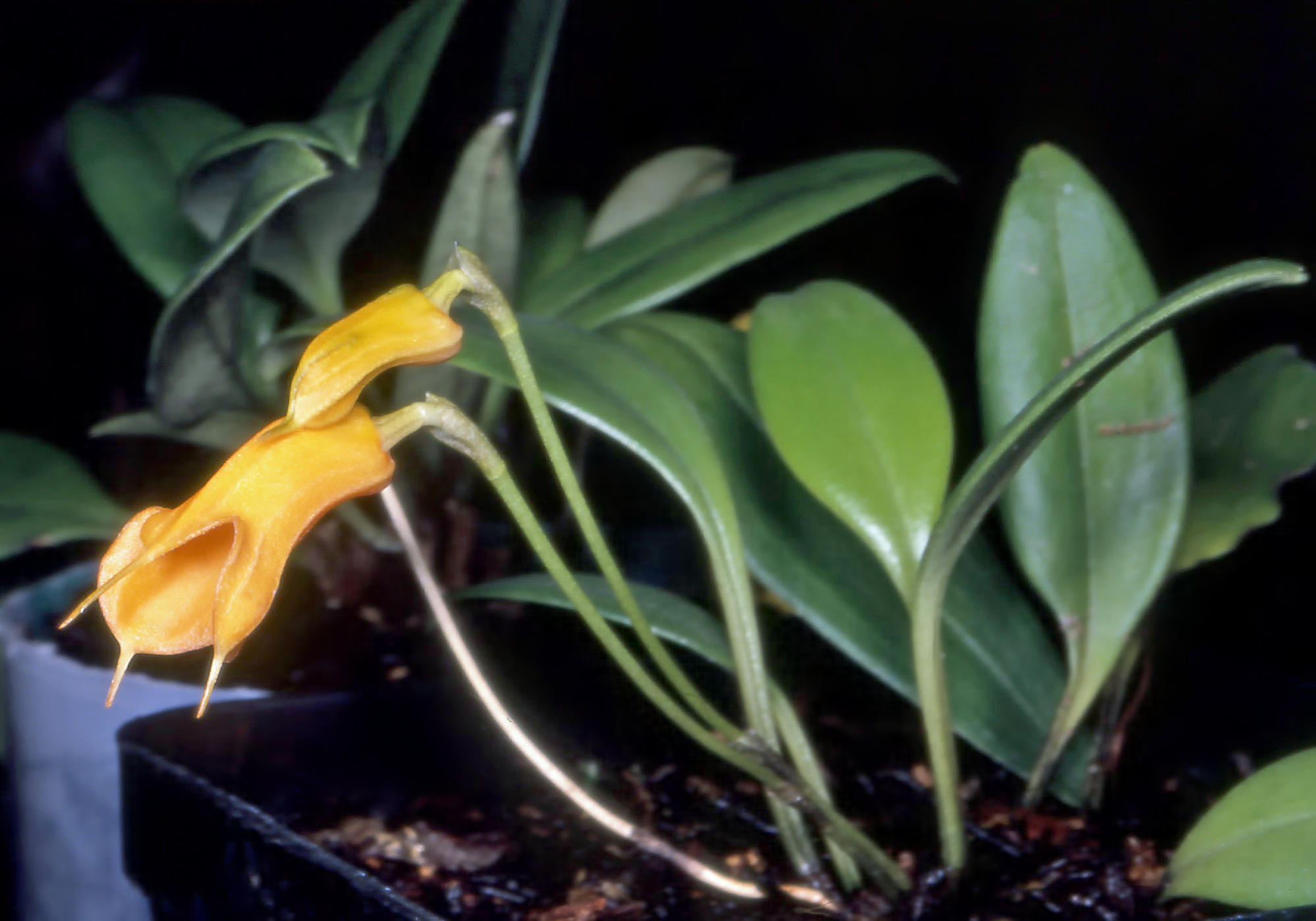
Masdevallia morochoi

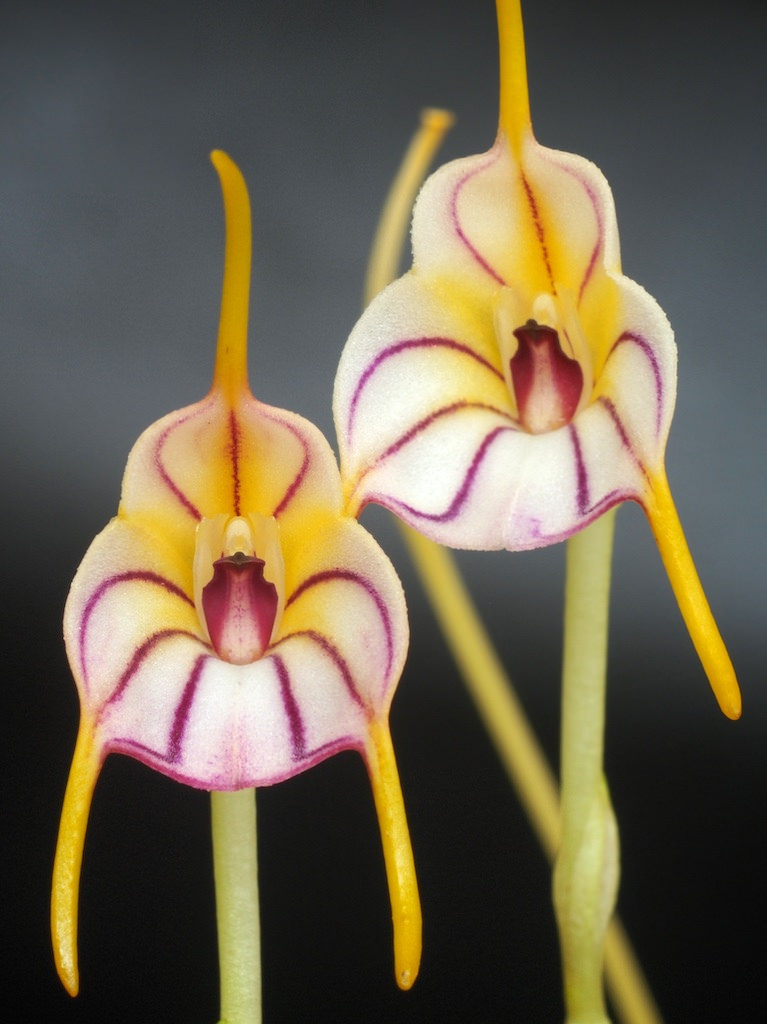
Masdevallia rimarima-alba

## Systematik und botanische Geschichte
Die Erstbeschreibung von Masdevallia stammt von den spanischen Botanikern Hipólito Ruiz López und José Antonio Pavón y Jiménez aus dem Jahr 1794. Benannt wurde die Gattung nach dem spanischen Arzt José Masdevall Terrades Llobet y Berenguer (? - 1801), einem Arzt und Botaniker am Hof Karl III. von Spanien. Die Gattung wurde an einem heute nicht mehr bekannten Ort in Peru (1779) gesammelt und nach Spanien verschifft. In der Unterfamilie Epidendroideae wird die Gattung Masdevallia in die Tribus Epidendreae und die Subtribus Pleurothallidinae eingeordnet. Am nächsten verwandt mit Masdevallia ist die Gattung Dracula.
Nach der grundlegenden Bearbeitung von Carlyle August Luer wird die Gattung Masdevallia in zwölf Untergattungen aufgeteilt. Nach weiteren Studien wird die monotypische Untergattung Pelecaniceps zur Gattung Phloeophila Hoehne & Schltr. gezählt, die kleine Untergattung Pygmaeia Luer bildet eine eigene Gattung Diodonopsis Pridgeon & M.W.Chase. Die Unterteilung in die verbleibenden zehn Untergattungen und verschiedenen Sektionen ließ sich in DNA-Studien nicht nachvollziehen, hat sich aber für die Identifikation einzelner Arten als nützlich erwiesen.
- Untergattung Amanda Luer mit den Sektionen Amandae und Ophioglossae Luer.
- Untergattung Masdevallia mit den Sektionen Amaluzae Luer, Aphanes Luer, Caudivolvulae Luer, Coriaceae, Ligiae Luer, Masdevallia, Mentosae Luer, Minutae Rchb.f. ex Woolward, Racemosae und Reichenbachianae.
- Untergattung Cucullatia Luer
- Untergattung Fissia Luer
- Untergattung Meleagris Luer
- Untergattung Nidificia Luer
- Untergattung Polyantha Luer mit den Sektionen Alaticaules Kraenzl. und Polyanthae Rchb.f.
- Untergattung Scabripes Luer
- Untergattung Teagueia Luer
- Untergattung Volvula Luer.

Eine Liste der heute anerkannten Arten dieser Gattung findet sich bei R. Govaerts.

## Belege
- Alec M. Pridgeon, Phillip Cribb, Mark W. Chase (Hrsg.): Genera Orchidacearum. Epidendroideae (Part one). 2. Auflage. Band 4/1. Oxford University Press, New York und Oxford 2005, ISBN 0-19-850712-7, S. 367–370.